# Poppo van Osterna
Poppo van Osterna (* ca. 1200 in Osternohe bij Nürnberg in Franken - 6 november, vermoedelijk 1267) was de negende grootmeester van de Duitse Orde.

## Leven
Poppo was een zoon van de graaf van Wertheim en trad in 1227 in de Duitse Orde in.
Hij behoorde tot een van de eerste Orderidders, die in 1230 de Weichsel overstaken en de onderwerping en kerstening van Pruisen inleidde. In 1241 en van 1244 tot 1246 was hij Landmeester in Pruisen. Dat hij in 1241 aan de Mongolenslag bij Liegnitz tegen Orda Khan had deelgenomen en in deze door de Mongolen zou zijn gedood, is een latere legende. In 1244 bracht hij hulptroepen uit Oostenrijk naar Pruisen en streed succesvol tegen hertog Swantopolk II van Pommeren.
In 1252/1253 werd hij tot grootmeester van de Orde verkozen. Zoals voor een grootmeester gebruikelijk was, begaf hij zich waarschijnlijk aansluitend naar het hoofdkwartier van de Orde in Palestina, hield hij zich echter reeds in 1254 weer in Pruisen op. In 1256 trad hij uit het ambt van Grootmeester terug en behield in 1264 de commanderij Regensburg als rustplaats.
Hij werd voor het laatst op 9 juni 1267 in Regensburg vermeld in een oorkonde. 6 november wordt als zijn sterfdag opgegeven. Hij stierf vermoedelijk in Silezië, in ieder geval werd hij in de Sint-Jacobskerk in Breslau begraven.

## Referentie
- Dit artikel of een eerdere versie ervan is een (gedeeltelijke) vertaling van het artikel Poppo von Osterna op de Duitstalige Wikipedia, dat onder de licentie Creative Commons Naamsvermelding/Gelijk delen valt. Zie de bewerkingsgeschiedenis aldaar.